# Дрейк (рэпер)
О́бри Дрейк Грэм (англ. Aubrey Drake Graham; род. 24 октября 1986 года, Торонто, Канада), более известный мононимно как Дрейк (англ. Drake) — канадский рэпер, певец, автор песен, музыкальный продюсер, актёр и предприниматель.
Получил первое признание в качестве актёра в телевизионном подростковом сериале «Деграсси: Следующее поколение». В 2007, чтобы продолжать заниматься музыкой, он покидает проект и выпускает дебютный микстейп — Room for Improvement. Прежде чем он подпишет контракт с Young Money Entertainment, он выпустит ещё два микстейпа: Comeback Season и So Far Gone.
В 2010 он опубликовал свой дебютный студийный альбом под названием Thank Me Later, который дебютировал на вершине хит-парада Billboard 200, а позже получил платиновую сертификацию. Впоследствии он выпустит ещё два студийных альбома: Take Care и Nothing Was the Same, которые получат 4-кратную и 3-кратную платиновую сертификацию соответственно. Позже альбом Take Care победит на 55-й церемонии «Грэмми» в номинации «Лучший рэп-альбом». В 2015, находясь под влиянием трэп-музыки, он обнародует два микстейпа: If You're Reading This It's Too Late и совместный с Future «What a Time to Be Alive»; первый стал дважды платиновым. В 2016 канадец выпустил свой четвёртый студийный альбом Views, который установил несколько музыкальных рекордов. Главный сингл с альбома, One Dance, возглавлял несколько музыкальных чартов в разных странах мира, включая Соединённые Штаты Америки, Канаду, Великобританию и прочих. Альбом является четырежды платиновым. В 2019 году вошел в список самых высокооплачиваемых музыкантов по версии журнала Forbes. Заработанная сумма составила 75 млн $, это восьмое место в рейтинге. В 2023 году стал первым рэпером в истории США, заработавшим более 5 млн долларов за один концерт — он получил 5,032 млн долларов за каждое выступление на Capital One Arena в Вашингтоне 28-29 июля.

## Биография

### 1986–2005: Ранние годы и актёрская карьера
Обри Дрейк Грэм родился 24 октября 1986 года в Торонто, Канада. Мать — Сандра Шер, учительница, отец — Дэннис Грэм, барабанщик, работавший с Джерри Ли Льюисом. Два его дяди, Ларри Грэм и Тини Ходжес, также музыканты. Он учился в еврейской дневной школе, и у него была бар-мицва. Родители развелись, когда ему было пять лет, и он был воспитан матерью в двух кварталах Торонто; до 6-го класса он жил на Уэстон-роуд в западной части города, затем переехал в богатый Форест-Хилл. В юности играл в молодёжный хоккей с командой Weston Red Wings. Дрейк прокомментировал переезд в Форест-Хилл и усилия своей матери, рассказав: «Она хотела лучшего для своей семьи. Она нашла нам полдома, в которых мы могли были жить. Другие люди занимали верхнюю половину, а мы — нижнюю. Я жил в подвале, моя мама — на первом этаже. Просторно не было, роскошно не было. Это было то, что мы могли себе позволить». Позже Дрейк стал учиться в высшей школе Форест-Хилла, в которой и начал играть, но так её и не окончил. Это была первая из двух высших школ, в которых он учился. Позже он пошёл в Академию Вон-роуд; так Обри о ней отзывался: «ни в коей мере не простейшая школа для поступления. Это жёсткая школа.» Несмотря на то, что он её бросил, годы спустя, в октябре 2012-го Дрейк всё же завершил обучение.
В возрасте 15 лет Дрейк встретил агента, отца его друга. Агент нашёл Дрейку роль Джимми Брукса в канадском телешоу «Деграсси: следующее поколение». В шоу Брукс — звезда баскетбола, ставший инвалидом после того, как одноклассник в него выстрелил. Дрейк рассказывает, как ранняя актёрская карьера повлияла на его семью: «Моя мама была очень больна. Мы были очень бедны, будто разорённые. Единственные деньги, которые я зарабатывал, шли от канадского телевидения, не приносившего достаточного дохода <…>. Сезон на канадском телевидении приносит даже меньше, чем учительская зарплата.» Он снимался в «Деграсси: следующее поколение» вплоть до 2009 года, пока его персонаж не окончил университет Деграсси. В конечном итоге он появился в 139 сериях.

### 2006–2009: Микстейпы иSo Far Gone
В начале 2006 года он выпустил микстейп Room for Improvement. В 2007 году вышел второй микстейп Comeback Season, благодаря которому певец стал известным. 13 февраля 2009 года вышел третий официальный микстейп So Far Gone.
Он добился успеха ещё до присоединения к мейджор-лейблу, по словам его менеджмент-компании Hip Hop Since 1978. В июне 2009 года стало известно, что подписанный Дрейком неофициальный альбом под названием The Girls Love Drake поступил в продажу в iTunes. На независимый лейбл, выложивший фальшивый альбом, вскоре был подан иск. В чарте Billboard Hot 100 от 4 июля 2009 года две песни, «Best I Ever Had» и «Every Girl», от Young Money Entertainment вошли в десятку лучших на 3-е и 10-е места соответственно. Дрейк — второй артист, две работы которого впервые достигли десятки лучших за одну и ту же неделю. Первой была его канадская коллега Нелли Фуртадо, вошедшая в десятку в 2001 году с «I’m Like A Bird» в ту же неделю, что и «Get Ur Freak On» Мисси Эллиотт — ремикс, вклад в который внесла Фуртадо. 29 июня 2009 года было подтверждено, что Дрейк подписал контракт с лейблом Young Money Entertainment. Это последовало после того, что Billboard окрестил «одной из самых больших войн предложений всех времён», когда 3 мейджор-лейбла боролись за то, чтобы получить Обри себе. Дрейк гастролировал с Уэйном и другими рэп-артистами в рамках America’s Most Wanted Tour. 31 июля 2009 года Дрейк, выступавший с повреждённым коленом, упал на сцене во время исполнения «Best I Ever Had» с Лилом Уэйном в Камдене (штат Нью-Джерси). Дрейк перенёс операцию 8 сентября 2009 года на разорванной передней крестообразной связке. Пройдя реабилитацию, он вскоре снова смог ходить.
15 сентября 2009 года So Far Gone был выпущен в качестве 7-трекового мини-альбома, пять треков из которого перекочевали с первоначального микстейпа. Он дебютировал на 6-м месте в Billboard 200. С тех пор альбом был сертифицирован золотым RIAA с более чем 500 000 проданными копиями в Соединённых Штатах. 18 апреля 2010 года альбом победил в номинации Rap Recording of the Year на церемонии вручения премии «Джуно» 2010.
15 сентября вышел сингл «Forever», в котором приняли участие Эминем, Лил Уэйн и Канье Уэст.

### 2010–2011:Thank Me Later
В мае 2010 года был выпущен дебютный альбом Thank Me Later, который спродюсировали Noah «40» Shebib и Boi-1da. Альбом получил положительные отзывы критиков, дебютировал на первом месте в Billboard 200 и был продан тиражом 447 000 копий в первую неделю.

### 2011–2012:Take Care
17 ноября Дрейк написал в Твиттер, что его следующий альбом будет называться Take Care. Birdman также сказал, что альбом Дрейка выйдет в мае-апреле 2011 года: над этим альбомом работает продюсер 9th Wonder. Сам же Дрейк заявил, что Take Care выйдет в день его рождения — 24 октября, однако затем из-за юридических нюансов и формальностей релиз альбома был перенесён на 15 ноября. Take Care был высоко оценен критиками и слушателями. За первую неделю было продано 631 000 экземпляров альбома, и он дебютировал на первой строчке чарта Billboard 200.

### 2012–2013: OVO Sound иNothing Was the Same
В начале 2012 года Дрейк и продюсер Ной «40» Шебиб образовали лейбл под названием OVO Sound. Дрейк и 40 репрезентовали OVO (October’s Very Own), который выступал в качестве импринт-лейбла при релизе микстейпов Обри. Лейбл в настоящее время издаётся Warner Bros. Records. Лейбл подписал своего первого артиста, которым стал PartyNextDoor, а также нескольких продюсеров: Boi-1da, T-Minus и Mike Zombie. В 2012 году Jake One спродюсировал песню для Дрейка, которую изначально предполагалось опубликовать перед третьим ежегодным OVO Fest. Видео с Дрейком, презентующим неназванную песню во время курения кальяна, было опубликовано 26 июня 2012 на видеохостинге Vimeo. Ранее не изданная «Enough Said» Алии с двумя добавленными гостевыми куплетами Обри была обнародована в день концерта, на мероприятии..
В Великобритании во время тура в поддержку Take Care Дрейк рассказал в интервью, что начал работать над третьим студийным альбомом. В последнее время он работал вместе с 40 и надеялся поработать со спродюсировавшим заглавный трек с Take Care Jamie xx, пока находился в Великобритании, и заявил, что Джейми нужен ему для «большего участия на моей третьей записи». Дрейк объявил, что альбом будет в другом стиле, в отличие от того же Take Care.
Дрейк поучаствовал в записи сингла Рика Росса «Diced Pineapples» с God Forgives, I Don’t и песен «Poetic Justice» Кендрика Ламара с Good Kid, M.A.A.D City и в «Fuckin’ Problems» ASAP Rocky с Long. Live. ASAP, на которой также присутствуют Кендрик Ламар и 2 Chainz. 5 декабря 2012 года было объявлено, что лейбл Дрейка, October’s Very Own, заключил дистрибьюторский договор с Warner Bros. Records.
Обри не скрывал, что в этом году выйдет его третий сольный альбом, который будет носить название Nothing Was The Same. О названии будущего альбома Дрейк сообщил 10 февраля на церемонии вручения статуэток «Грэмми» во время очередного интервью. В тот же день в подтверждение его слов официально выходит первый сингл «Started From the Bottom».

### 2015:If You’re Reading This It’s Too Late,What a Time to Be Alive
12 февраля 2015 года Дрейк без предупреждения выпустил микстейп If You’re Reading This It’s Too Late. 20 сентября Дрейк выпустил совместный микстейп с атлантским рэпером Фьючером, What a Time to Be Alive, посредством iTunes Store и Apple Music. Материал был записан за одну неделю. Оба микстейпа были сертифицированы «платиной», а для Фьючера What a Time to Be Alive стал первым «платиновым» проектом за карьеру.
В 2015 году Дрейк открыл ночной клуб в торонтском Air Canada Centre, названный им Sher Club в память его дедушки и бабушки — Рубена и Эвелин Шер.

### 2016:Views
В июле 2014 года Дрейк анонсировал название своего четвёртого альбома: Views from the 6, однако к его записи на тот момент он ещё не приступил.
26 октября 2015 года Дрейк выпустил видеоклип для песни «Hotline Bling», который на текущий момент собрал 2 миллиарда просмотров на YouTube.
9 апреля 2016 года в эфире OVO Sound Radio стало известно, что следующий диск Дрейка будет издан 29 апреля
29 апреля 2016 года альбом Views поступил в продажу.

### 2017:More Life
В настоящее время вышло четыре трека из альбома: «Fake Love», «Two Birds, One Stone» и «Sneakin» совместно с 21 Savage. На одном из радиоэфиров, Дрейк сообщил, что «More Life» выйдет в конце 2016 года, но вскоре выход альбома был перенесён на следующий год по неизвестным обстоятельствам. Об этом сообщил менеджер артиста, Оливер Эль-Хатиб, во время субботнего эпизода OVO Sound Radio: «„More Life“ выйдет в 2017 году. Будьте готовы к новостям.» Альбом вышел 19 марта 2017 года.

### 2019
24 декабря 2019 года Drake выпускает клип «War», который стал первым синглом в преддверии выхода нового альбома «D6». В треке рэпер задевает темы дружбы и предательства, вспоминая бывших и нынешних артистов своего лейбла OVO. В частности, он обсуждает свой конфликт с The Weeknd, по-прежнему называя его «семьей» несмотря на давние разногласия между артистами.

### 2020
3 апреля 2020 года в соцсетях рэпера появился новая песня и клип «Toosie Slide». В видео Drake забавно танцует, а в тексте дает инструкцию для всех желающих повторить его движения. Ролик стал вирусным и запустил в интернете одноимённый челлендж.
18 апреля в американских СМИ появляется информация, что «Toosie Slide» стал «самым быстрым музыкальным трендом» в истории мега-популярного приложения Tik Tok. Ролики с соответствующим хэштегом набрали 1 миллиард просмотров всего за 2 дня. Таким образом Drake сумел побить рекорд, ранее принадлежавший Кайли Дженнер с хэштегом #RiseandShine.

### 2021
5 марта был выпущен четвёртый мини-альбом Scary Hours 2, он содержит гостевые участия от Lil Baby и Рика Росса.
В сентябре 2021 рэпер выпускает 6-й студийный альбом «Certified Lover Boy», релиз которого несколько раз переносился. На новой пластинке в совместной работе с Дрейком отметились такие исполнители как Jay-Z, Kid Cudi, Lil Baby, Lil Wayne, Rick Ross, Young Thug, Future, 21 Savage, Tems, Project Pat, Yebba, Giveon и Ty Dolla $ign. Трек лист альбома и приглашенные артисты держались в строгом секрете и были представлены публике лишь за несколько часов до релиза.

### 2022
17 июня 2022 года Drake выпускает свой седьмой студийный альбом Honestly, Nevermind. Альбом содержит лишь одно гостевое участие. Последний трек альбома  «Jimmy Cooks» записан при участии 21 Savage.
2023
6 октября 2023 года Drake выпускает свой восьмой студийный альбом For All the Dogs. Альбом содержит множество гостей таких как Yeat, Lil Yachty, 21 savage, J. Cole и других. Всего в альбоме 23 трека.

## Артистизм

### Влияние
Дрейк заявил, что наибольшее влияние на него оказали Канье Уэст, Jay-Z, Ти Ай и его наставник Лил Уэйн. К Канье Уэсту Дрейк относится как к одному из своих кумиров и любимых рэперов в хип-хопе. Он подробно раскрыл эту тему в интервью MTV: «Я не могу постоянно отсиживаться и говорить, что он не один из моих кумиров, что он не один из моих любимых рэперов. Независимо от настроения, которое я когда-либо чувствовал — это не имеет значения. Если ты меня спросишь, что я думаю о Канье Уэсте, я всегда найду, чего положительного сказать.» Музыкальные способности Дрейка часто сопоставляют с Уэстом. Он прокомментировал это: «Это большая честь, когда я был ребёнком, пытающимся выяснить, что мне нравится, он был тем, кого я относил к самым. Он был артистом в полной мере: от оформления его альбомов до его музыки. Теперь, я бы сказал, он действительно выдающийся конкурент… и друг в то же время. Моя цель — превзойти все его достижения. Я не хочу быть таким же хорошим, как Канье, я хочу быть лучше.»

### Музыкальный стиль
Тексты Дрейка часто поднимают темы богатства, славы и прошлых отношений. Allmusic описывает настроения Дрейка: поиск, вдумчивость, самоанализ, размышления, самоуверенность, драматизм, серьёзность, энергичность, юмор, интенсивность, непринуждённость/мягкость, грамотность, меланхолия, ностальгия, игривость, плавность, чувственность, сердечность. Большинство слушателей хип-хопа обозначают звук Дрейка «мягким» за его искренние и милосердные тексты и соул-мелодии. Он отверг это, сказав: «Я не мягок. Я просто не из тех людей, кто закрыт эмоционально.» Большинство работ Дрейка включает в себя элементы как рэпа, так и пения, что сделало его уникальным как артиста. Дрейк даже назвал себя «первым человеком, успешно исполняющим рэп и поющим.» Он пошёл дальше своего заявления, говоря: «Я один из немногих артистов, которые остаются самими собой каждый день. Мне не придётся тратить по шесть часов, чтобы собраться, и я не встаю утром, не заучиваю, как мне себя вести или как говорить. Я просто остаюсь собой. Это одна из любимых частей моей жизни — я сделал её чисто, оставаясь собой.»
У Дрейка уникальный музыкальный стиль, отличающий его от коллег с Young Money. Затрагивая дрейковский альбом Take Care, Лил Уэйн прокомментировал проект ещё до его выхода: «Я могу сказать, ты знаешь, что не припомню никого больше, кто мог бы так сильно задеть за живое, даже я так не могу. Этот парень с другой планеты.» Недавно Дрейк сделал заметное отхождение от совместной работы с Young Money/Cash Money в сторону нового проекта OVOXO. OVO-сова символизирует OVOXO — отдельную от Young Money/Cash Money организацию, представляющую собой союз между Дрейком и R&B-певцом The Weeknd. Глаза и клюв совы образуют аббревиатуру от October’s Very Own. Дрейк двигался в этом направлении после выпуска Take Care, который содержит написанные совместно с Уикндом 5 песен, начиная от «Crew Love» и заканчивая «Shot for Me», а также две работы над продакшном в «Crew Love» и «The Ride».

## Бизнес
Дрейк является одним из создателей лейбла OVO Sound. Вдобавок он имеет свою линию одежды, канал на Beats 1, а также является всемирным представителем команды NBA «Toronto Raptors». 

### Nocta
Nocta - аббревиатура от «nocturnal creative process», является совместным брендом Nike и музыканта, появившийся в 2020 году, изначально речь шла о совместной капсульной коллекции, но после того, как партия разлетелась за 15 минут на предзаказы, Nike предложил пролонгировать сотрудничество в формате полноценного бренда. Nocta ориентируется на "уличный" стиль, являясь по сути конкурентом линейки Adidas Original, хотя изначально сотрудничество с Дрейком должно было быть противопоставлено бренду Adidas Yeezy, который немецкий производитель выпускал совместно с Канье Уэстом. Несмотря на широкий ассортимент одежды, наибольшим вниманием у публики, как и в случае конкурентов, пользовались кроссовки. При этом под данным брендом выходит и игровая экипировка для футбола, баскетбола и гольфа. В августе 2024 года музыкант инвестировал 40 млн евро в футбольный клуб «Венеция», взамен футболисты в Seria A будут играть в футболках Nocta. 

## Проклятие Дрейка
В 2013 году в спортивном сообществе появились слухи о проклятии Дрейка. Дрейк в том году стал амбассадором баскетбольной команды «Торонто», которая тут же стала главным аутсайдером лиги. Чуть позже Дрейк сфотографировался с Конором Макгрегором, который в следующем своем поединке проиграл Хабибу Нурмагомедову. В 2022 году исполнитель впервые сделал ставку в Формуле 1. Он поставил 300 тысяч канадских долларов на победу Шарля Леклера. Гонщик лидировал и был близок к победе, но у машины возникли проблемы с силовой установкой. В сети стали появляться слухи о том, что каждый спортсмен или команда, за которую болеет Дрейк, проигрывает. Дрейк поддерживал Серхио Агуэро, Джейдона Санчо, Серену Уильямс, Энтони Джошуа, а также Тайсона Фьюри и каждому из спортсменов принес неудачу.

## Дискография
Студийные альбомы
- Thank Me Later (2010)
- Take Care (2011)
- Nothing Was the Same (2013)
- Views (2016)
- Scorpion (2018)
- Certified Lover Boy (2021)
- Honestly, Nevermind (2022)
- For All the Dogs (2023)
- Iceman (2025)

Совместные альбомы
- Her Loss (совместно с 21 Savage) (2022)
- Some Sexy Songs 4 U (совместно с PartyNextDoor) (2025)

## Видеография
| Название                                               | Год  | Режиссёр(ы)                          |
| ------------------------------------------------------ | ---- | ------------------------------------ |
| «Replacement Girl» (featuring Trey Songz)              | 2007 | Шейн Стирлинг                        |
| «Best I Ever Had»                                      | 2009 | Канье Уэст                           |
| «Successful» (featuring Trey Songz)                    | 2009 | Джейк Уайт                           |
| «Forever» (featuring Kanye West, Lil Wayne and Eminem) | 2009 | Хайп Уильямс                         |
| «Over»                                                 | 2010 | Энтони Мэндлер                       |
| «Find Your Love»                                       | 2010 | Энтони Мэндлер                       |
| «Miss Me» (featuring Lil Wayne)                        | 2010 | Энтони Мэндлер                       |
| «Marvins Room»                                         | 2011 | Ламар Тейлор, Хайли Эллейн           |
| «Headlines»                                            | 2011 | Ламар Тейлор, Дж. Мэйлен, Эл Мукадам |
| «The Motto» (featuring Lil Wayne and Tyga)             | 2011 | Ламар Тейлор, Хайли Эллейн           |
| «Practice»                                             | 2012 | н/д                                  |
| «Take Care» (featuring Rihanna)                        | 2012 | Йоанн Лемуан                         |
| «HYFR (Hell Ya Fucking Right)» (featuring Lil Wayne)   | 2012 | Director X                           |
| «Started from the Bottom»                              | 2013 | Director X                           |
| «5AM in Toronto»                                       | 2013 | Рэм Аккоумэй, Эндрю Хамильтон        |
| «Hold On, We’re Going Home»                            | 2013 | Билл Поуп                            |
| «Worst Behavior»                                       | 2013 | Дрейк, Director X                    |

## Фильмография
| Год  | Фильм                                        | Роль                | Примечание      |
| ---- | -------------------------------------------- | ------------------- | --------------- |
| 2008 | «Проделки в колледже»                        | A/V Jones           |                 |
| 2008 | Mookie’s Law                                 | Chet Walters        | Короткометражка |
| 2011 | Breakaway                                    | Себя                | Камео           |
| 2012 | «Ледниковый период 4: Континентальный дрейф» | Итан                | Озвучка         |
| 2013 | «Телеведущий 2: И снова здравствуйте»        | Фанат Рона Бургунди | Камео           |
| 2014 | «Думай как мужчина 2»                        | Себя                | Камео           |

| Год       | Название                        | Роль                         | Примечание                              |
| --------- | ------------------------------- | ---------------------------- | --------------------------------------- |
| 2001      | «Отдел мокрых дел»              | Джоуи Тамарин                | Серия 25: «Out-of-Towners: Part 1»      |
| 2001—2009 | «Деграсси: Следующее поколение» | Джимми Брукс                 | 139 серий                               |
| 2002      | «Пища для души»                 | Фредрик                      | Серия 2x15: «From Dreams to Nightmares» |
| 2002      | «Приговор»                      | Teen Fish                    | Телефильм                               |
| 2005      | «Свидание лучшего друга»        | Парень на свидании           | Серия: «Season Finale»                  |
| 2005      | «Сверхновая звезда»             | Себя                         | Серия: «Personality Crisis»             |
| 2008      | «Граница»                       | PFC Гордон Харви             | Серия: «Stop Loss»                      |
| 2009      | «Быть Эрикой»                   | Кен                          | Серия: «What I Am Is What I Am»         |
| 2009      | «Софи»                          | Кен                          | Серия: «An Outing with Sophie»          |
| 2009      | Beyond the Break                | Себя                         | Серия: «One 'Elle' of a Party»          |
| 2011      | Saturday Night Live             | Себя (приглашённый музыкант) | Серия: «Anna Faris/Drake»               |
| 2012      | «Подстава»                      | Себя                         | Серия: «Эштон Кутчер»                   |
| 2014      | Saturday Night Live             | Себя (host/musical guest)    | Серия: «Дрейк»                          |